# Rogóż (stacja kolejowa)
Rogóż – zlikwidowana stacja kolejowa w Rogóżu, w gminie Lidzbark Warmiński, w powiecie lidzbarskim w województwie warmińsko-mazurskim, w Polsce. Położona na linii kolejowej z Lidzbarka Warmińskiego do Szwarun. Linia ta została ukończona w 1916 roku i istniała do 1994 kiedy to została rozebrana.